# Tunnel van Rochefort
De tunnel van Rochefort is een spoortunnel in de stad Rochefort. De enkelsporige spoorlijn 150 liep door deze tunnel. De sporen zijn verdwenen en de tunnel maakt nu deel uit van het wegennet van de stad Rochefort. Samen met de tunnel van Falaën is de tunnel van Rochefort een van de kortste spoortunnels in België.